# تائدونگانگ-گویوک
تائدونگانگ-گویوک (انگلیسی: Taedonggang-guyok) منطقه‌ای دیپلماتیک‌نشین در پیونگ‌یانگ، پایتخت کره شمالی است.